# Нела Хасанбегович
Нела Хасанбегович (нар. 21 січня 1984) — боснійська скульпторка.

## Біографія
Нела Хасанбегович народилась 21 січня 1984 року. У 2002 році закінчила навчання у Вищій школі мистецтв у Сараєво на факультеті ліплення. У 2007 році закінчила Академію образотворчих мистецтв у Сараєво. З 2007 року Нела є членом Асоціації візуальних художників Боснії та Герцеговини. З 2011 року вона — член Асоціації культури та мистецтв. Брала участь у багатьох персональних та групових виставках.

## Нагороди
- 2007 — Премія «Кенан Солакович» за скульптуру «Молодіжний салон», Сараєво
- 2008 — «Приватне та державне», Широкі Брієг,
- 2011 — Нагорода за експериментальний малюнок, Annale of малюнки, Мостар, БіГ.
- 2012 — Премія сучасних медіа `` Collegium Artisticum
- 2013 — Премія за нові медіа ULUBIH — за світлову інсталяцію «Між світлом і темрявою»

## Твори
- "Між світлом і темрявою"
- "Поляки"
- "Молодіжний салон"